# Rainer Pavel
Rainer Pavel (* um 1925) ist ein deutscher Filmregisseur, der für das Fernsehen der DDR einige Dokumentarfilme drehte.

## Leben und Wirken
Rainer Pavel war spätestens seit 1963 für den Deutschen Fernsehfunk (dann Fernsehen der DDR) als Regisseur tätig. Er leitete mehrere Dokumentationen über Sehenswürdigkeiten und Stadtlandschaften in verschiedenen Regionen der DDR, darunter Ein Haus in Prenzlauer Berg, nach Irina Liebmanns erfolgreichem Interviewbuch Berliner Mietshaus.
Rainer Pavel lebte wahrscheinlich viele Jahre in Dresden oder dessen Umgebung. Nach 1981 sind keine Filmtätigkeiten von ihm mehr bekannt.

## Filmografie (Auswahl)
Regie
- 1963: Berliner Festtage, TV-Sendung, mit Ausschnitten von mehreren Theateraufführungen[1]
- 1964: Das Schauspielerporträt: Angelica Domröse, DEFA-Studio für Spielfilme (für TV?)
- 1966: Schauspielermosaik, TV, erster Teil Vom Schaden des Tabaks[2]
- 1969: ling 69, TV
- 1971: Berliner Miniaturen, TV
- 1972: Das grüne Gewölbe Dresden. Juwelier- und Goldschmiedekunst aus drei Jahrhunderten, DEFA-Studio für Trickfilme für TV, auch 1980
- 1973: Der Dresdner Zwinger. Gegenwart und Vergangenheit, DEFA-Studio für Trickfilme für TV[3]
- 1977: Kennen Sie Schmalkalden? TV
- 1978: Cölln in der Spree, TV, in Berlin
- 1979: Aufbruch zum Sieg. Revolutionäre Kunst der 20er Jahre, DEFA-Studio für Trickfilme für TV[4]
- 1980: Ein Haus in Prenzlauer Berg, TV, nach dem Buch von Irina Liebmann
- 1981: Studio Dresden, TV-Sendung[5]

Inszenierung
- 1968: Der Mond scheint auf Kylenamoe, TV-Aufzeichnung eines Stückes am Deutschen Theater Berlin[6]